# Wolfgang Ebeling (Drehbuchautor)
Wolfgang Ebeling (* 25. März 1929 in Halle) ist ein ehemaliger deutscher Drehbuchautor und Dramaturg.

## Leben und Wirken
Ebeling besuchte die Oberschule und studierte von 1947 bis 1949 Medizin an der Universität Halle. Danach wechselte er an die Theaterhochschule Weimar, wo er 1952 seine Ausbildung mit einem Diplom abschloss. Anschließend war er als Chefdramaturg in Gera und am Landestheater in Halle tätig. 1955 wurde er Dramaturg im DEFA-Studio für Spielfilme in Potsdam-Babelsberg und 1961 Leiter der Abteilung für Gegenwartsdramatik beim Fernsehen in Berlin. In den Jahren 1963 und 1964 war er am Aufbau des Fernseh-Studios Halle beteiligt. Ab 1964 arbeitete er als Szenarist wieder im DEFA-Studio für Spielfilme und lebte in Berlin.
Ebeling war als Fernseh- und Filmautor tätig. Er schrieb unter anderem 1959 gemeinsam mit Leo Oskarowitsch Arnstam das Drehbuch für dessen Nachkriegsdrama Fünf Tage – Fünf Nächte, die erste Koproduktion von DDR und Sowjetunion. Sein erstes Fernsehspiel, Das Geschenk, verfasste er 1961. Ebeling war auch an den Drehbüchern von DEFA-Indianerfilmen wie Chingachgook, die große Schlange (mit Richard Groschopp) und Blutsbrüder (mit Dean Reed) beteiligt. 

## Filmografie
- 1957: Wo Du hin gehst...
- 1961: Fünf Tage – Fünf Nächte
- 1962: Wenn ich das gewusst hätte... (Fernsehfilm)
- 1967: Chingachgook, die große Schlange
- 1969: Mit mir nicht, Madam!
- 1970: Im Spannungsfeld
- 1971: Zwei einsame Herzen (Fernsehfilm)
- 1972: Tecumseh
- 1972: Nachts sind alle Katzen grau (Fernsehfilm)
- 1972: Amboss oder Hammer sein
- 1972: Laut und leise ist die Liebe
- 1975: Blutsbrüder
- 1976: Hostess
- 1976: Soviel Lieder, soviel Worte
- 1977: Ein Katzensprung
- 1977: El Cantor (Fernsehfilm)
- 1979: Die Birke da oben (Fernsehfilm)
- 1979–1981: Der Staatsanwalt hat das Wort (Fernsehserie, 4 Episoden)
- 1981: Überblickt man die Jahre (Fernsehfilm)
- 1984: Weiberwirtschaft (Fernsehfilm)
- 1988: Hannes (Fernsehfilm)
- 1990: Die Liebesfalle (Fernsehfilm)
- 1990: Die Wirtin, das Biest und andere Liebesspiele (Fernsehfilm)
- 1991: Lord Hansi